# 庫皮納
50°50′1″N 32°41′50″E / 50.83361°N 32.69722°E
庫皮納（烏克蘭語：Купина），是烏克蘭北部的村莊，隸屬切爾尼希夫州的普里盧基區。該村始建於1930年，面積0.09平方公里，海拔高度165米，2001年人口181，人口密度每平方公里1,989.0人。